# Керимов, Джавад
Джавад Керимов (азерб. Cavad Kərimov; род. 16 июля 2004) — азербайджанский футболист. Нападающий. Выступает за «Кяпаз».

## Карьера
Родился 16 июля 2004 года.
10 июня 2022 года дебютировал за сборную Азербайджана по футболу до 19 лет.
До августа 2023 года выступал за «Кяпаз-2».
1 августа 2023 года подписал контракт с клубом «Кяпаз».
Стал одним из самых молодых футболистов Премьер лиги 2023/2024.